# Michalis Sifakis
Michalis Sifakis (Grieks: Μιχάλης Σηφάκης) (Iraklion, 9 september 1984) is een Grieks doelman in het betaald voetbal. Hij verruilde in 2017 KV Kortrijk voor Samsunspor. Sifakis debuteerde in 2009 in het Grieks voetbalelftal.

## Biografie

### Clubcarrière
Sifakis is een jeugdproduct van OFI Kreta. Hij stroomde in 2002 door naar het eerste elftal en stond er in vijf seizoenen tijd 109 keer onder de lat (105 keer in de competitie, 4 keer in de beker). In het seizoen 2007/08 werd hij uitgeleend aan Olympiakos Piraeus. Daar mocht hij slechts in zeven officiële wedstrijden aantreden, maar door zijn optredens in de competitie (twee wedstrijden) en de beker (vier wedstrijden) mocht hij in 2008 wel de Griekse dubbel op zijn palmares bijschrijven.
Na de uitleenbeurt aan Olympiakos besloot Sifakis compleet nieuwe lucht te snuiven: hij tekende voor Aris FC. Met Aris plaatste hij zich in 2010 opnieuw voor de finale van de Griekse voetbalbeker. Sifakis mocht ditmaal de finale spelen (met Olympiakos moest hij in de finale op de bank zitten voor Antonis Nikopolidis), maar moest daarin het onderspit delven tegen Panathinaikos FC. In het seizoen 2010/11 speelde Sifakis met Aris een mooie Europese campagne: na winst in de kwalificatiewedstrijden tegen Jagiellonia Bialystok en Austria Wien werd de club in de groepsfase van de Europa League onderverdeeld in een groep met Bayer Leverkusen, Rosenborg BK en Atlético Madrid. Mede door dubbele winst tegen Atlético Madrid plaatste Aris zich voor de knock-outfase, waarin Aris meteen onderuit ging tegen Manchester City. In de heenwedstrijd hield Aris de Engelse topclub, met internationale topspitsen als Carlos Tévez, Edin Džeko en Mario Balotelli op het veld, evenwel op 0-0. Sifakis stond in alle twaalf de Europese wedstrijden onder de lat.
Na vier seizoenen bij Aris FC liep zijn contract af bij de Griekse club. Sifakis vond onderdak bij Sporting Charleroi, waar hij de doublure van Parfait Mandanda werd. Sifakis verving de Congolese doelman tijdens diens vertrek naar de Afrika Cup 2013. Na een terugkeer van twee jaar naar Griekenland tekende Sifakis in 2015 voor zijn tweede Belgische club: KV Kortrijk. Ook bij Kortrijk fungeerde hij als doublurekeeper: eerst voor Darren Keet, later voor Thomas Kaminski. Na twee jaar bij Kortrijk trok hij in 2017 naar het Turkse Samsunspor.

### Interlandcarrière
Sinds 2009 kwam Sifakis 15 keer uit voor Griekenland. Hij maakte zijn debuut op 14 oktober 2009 als invaller in de WK-kwalificatiewedstrijd thuis tegen Luxemburg (2-1). Hij maakte deel uit van de selectie voor het WK 2010 (waarop hij niet speelde) en Euro 2012 (waarop hij drie wedstrijden speelde, waarvan één als invaller voor Konstantinos Chalkias).

## Erelijst
| Kampioen Super League | 1x | 2007/08 |
| Beker van Griekenland | 1x | 2007/08 |